# Damir Martinović
Damir Martinović Mrle (Rijeka, 15. srpnja 1961.) je hrvatski glazbenik, osnivač i basist riječke rock grupe Let 3.

## Glazbena karijera
Prije 1986. godine, tijekom oformljavanja Leta 2, točnije pred sam kraj 1970-ih Damir Martinović Mrle svirao je u riječkom punk sastavu Termiti (čiji će hit "Vjeran pas" sastav obraditi godinama kasnije). Nakon raspada Termita, Mrle nastavlja svoje djelovanje kroz multimedijalan projekt Strukturne ptice.

### Sinkronizacija
- "Vik i čarobni mač" kao Sven Strašni (2020.)
- "Lego Batman Film" kao Joker (2017.)

### Filmografija
- "Cvrčak i mravica" kao Mrzle (2023.)
- "Po tamburi" kao vozač kombajna
- "Balkansko trojstvo" kao Tomo (2019.)
- "U ime Jagode, Čokolade i Duha Svetoga" kao policajac #2 (2018.)
- "Papar i sol" kao polaznik tečaja (2016.)

## Vanjske poveznice
- biografija